# Seznam vojaških brezpilotnih letal
Seznam vojaških brezpilotnih letal.

## Argentina
- Cabure
- Lipan M3
- Proyecto UAV Etapa 1
- Proyecto UAV Etapa 2
- Proyecto UAV Etapa 3
- Yagua A
- Yagua E
- Yarara B
- Yarara C

## Avstralija
- Avatar (letalo)
- Cybird-2
- Flamingo
- Jandu

## Bolgarija
- Yastreb

## Češka
- Sojka III

## Čile
- Vantapa X-02

## Finska
- Mini-UAV

## Francija
- Azimut 2001
- Biodrone
- Bourdon
- Chacal 2
- Coccinelle
- Crecerelle
- D.E.R.E.
- Drone Futura
- Eclaireur
- DVF-2000
- Epsilon 1
- FR A2
- FR E1
- Sperwer
- Sperwer B
- Surveyor 2500
- Tracker
- Ugglan

## Grčija
- Nearchos

## Hrvaška
- BL-50
- B3
- B4

## Indija
- BAAZ
- Erasmus
- Kapothaka
- Nishant
- Terp

## Iran
- Ababil
- Aria
- Mohadjer
- Talash

## Italija
- BlackLynx
- Corvo
- Crex
- Falco
- Gabbiano
- Otus
- Sky Arrow U
- Sky-X
- Sky-Y
- Strix

## Izrael
- Aerolight
- Aerosky
- Aerosky 2
- Aerostar
- Bird Eye 100
- Bird Eye 400
- Bird Eye 500
- Blue Horizon II
- Boomerang
- Canard
- Casper - 200
- Casper - 250
- Casper - 420
- Colibri
- Dominator
- Dominator 2
- DragonFly 2000
- E-Hunter
- Eitan
- EyeView B
- Firebird
- Harpy
- Harop (Harpy-2)
- Hermes 1500
- Hermes 180
- Hermes 450
- Hermes 700
- Hermes 900
- Heron-ADD
- Heron (Mahatz)
- Heron TP (Heron II)
- Hunter
- I-SEE
- I-VIEW
- Lightener
- Mastiff 3
- Mercury 3
- MicroB
- Micro Falcon I
- Micro-Vee
- Mini Falcon I
- Mini Falcon II
- Mini Sheddon
- Mosquito 1
- Mosquito 1.5
- Orbiter 1
- Orbiter 2
- Rainbow
- Scout
- Seagull
- Searcher I
- Searcher II
- Sheddon
- Skylark-ADD
- Skylark I
- Skylark II
- Skylite
- SkyLite B
- SkyLite B-LR
- Sniper
- Sofar
- Sparrow N
- STD-5
- Sting II

## Japonska
- Colugo

## Jordanija
- Falcon
- I-Wing
- Silent Eye

## Južna Afrika
- ABAT
- ATE Vulture
- Bateleur
- Endurance Vulture
- Kiwit
- Night Vulture
- Seeker II
- Seraph

## Južna Koreja
- Durumi
- Night Intruder
- RemoEye 002
- RemoEye 006
- RemoEye 015

## Kanada
- Grasshopper
- MP-Trainer
- MP-Vision

## Ljudska republika Kitajska
- AW 12
- AW 2 Sun Ying
- AW 4 Shark
- AVIC I Sunshine
- Aircraft Design
- ASN-104/105
- ASN-105B
- ASN-15
- ASN-206
- ASN-207
- Chong Hong
- HALE UAV
- Soar Dragon
- Tianyi
- WZ-5
- WZ-2000
- W-30
- W-50

## Malezija
- Alundra
- Eagle ARV

## Mehika
- S3
- S3E
- S4
- S5

## Nemčija
- Aladin
- Barrakuda
- Carolo C40
- Carolo P200
- Carolo P330
- Carolo P50
- Carolo P70
- Carolo T140
- Carolo T200
- D0-MAV
- Fledermaus
- KZO
- LUNA
- Mikado
- Mücke
- MX-Sight
- Opale
- X13
- X-Sight

## Nizozemska
- MATE

## Norveška
- Recce D6
- SRC

## Pakistan
- AWC
- Bravo
- Border Eagle II
- Desert Hawk
- Firefly
- HudHud
- Hornet
- Jassos HST
- Jassos II
- Mukhbar
- Parwaz
- Phantom Eye
- Shaspar
- Shadow
- Vision I
- Vision II
- Vision Mk-1
- Vision Mk-2
- Vision X-1
- Vector

## Poljska
- Bee
- CamBat
- HOB-bit
- Sofar

## Portugalska
- Armor X7

## Rusija
- Berkut
- BLA-06
- BLA-07
- Dan-Baruk
- Dozor 2
- E90
- Expert
- Filin
- Irkut-10
- Irkut-20
- Irkut-2F
- Irkut-2T
- Irkut-2M
- Irkut-60
- Irkut-200
- Irkut-850
- Klest
- Mokit
- Pchela-1T
- Proryv
- Proryv-R
- Strekoza
- Skat
- Tipchak
- Tu-300 Korshun
- Voron
- X01
- X02
- ZALA 421-01
- Zond-2
- Zond-3

## Singapur
- Blue Horizon
- Extender
- Golden Eagle
- Skyblade

## Slovenija
- Bramor
- Karantania
- Spectral system

## Srbija
- Gavran I
- Gavran II
- IBL-2004

## Španija
- Alba 01
- ALO
- Atlane
- Fulmar
- KUAV
- Milano
- Siva
- X-Vision

## Švedska
- Filur
- Sharc
- Smart-1

## Tajvan
- Chung Shyang II
- Fireant
- Kestrel II
- Mx-1

## Tunizija
- Jebelassa
- NasNas

## Turčija
- Ari
- Baykus
- Bayraktar
- Efi
- Globiha
- Gozcu
- Malazgirt
- Marti
- Mini UAV
- Pelikan
- Tiha
- UAV-X1

## Ukrajina
- Albatros 4
- Inspektor
- Remez-3

## Združeno kraljestvo
- Corax
- CSV-20
- CSV-30
- Cybereye
- CyberOne
- Damsfly
- Fanwing
- Hawkeye
- Herti-1A
- Herti-1B
- Herti-1D
- Kestrel
- Mercator
- MinO
- MSV-10
- Observer
- Raven
- Raven 1
- Raven 2
- S.O.D.I
- S.O.D.III
- S.O.D.IV
- Super Swift-Eye
- Swift-Eye
- Taranis
- T-TUAV

## Združeni arabski emirati
- GRS 200
- Yabhon-H
- Yabhon-M
- Yabhon-R
- Yabhon-RX
- Yabhon-RX-18

## Združene države Amerike
- Alice
- Aqua Puma
- Archangel
- Backpack
- Black Widow
- Boomerang 4
- Broadsword XL
- Buster
- Cormorant
- Coyote
- Cyberbug
- Darkstar
- Darkstar B
- Desert Hawk
- Desert Hawk III
- DragonEye
- Dragon Eye
- Duster
- E-CLASS
- Evolution
- Evolution-XTS
- Excalibur
- Exdrone
- Extender
- Finder
- FlightSpyder II
- Global Observer
- GLUAV
- GNAT 750
- Hawkeye
- Hellfox
- HOVTOL
- I.GNAT
- I.GNAT ER
- Integrator
- Inventus E
- Inventus S-1
- Isis
- Javelin
- JTEC
- KillerBee KB-2
- KillerBee KB-3
- KillerBee KB-4
- KillerBee KB-X
- Kingfisher II
- Laura
- Lears IV
- LEWK
- LoFLYTE
- MALD
- MALD-J
- Manta B
- Mariner
- MAV
- Maveric
- MAC-1
- MicroStar
- Mini-UAV
- Mini-Vanguard
- Mite
- Mobius
- MQ-1 Predator
- NAV
- Nighthawk
- Neptune
- OAV
- Outlaw
- Owl
- Pioneer
- P.L.A.N.C.
- Pointer (FQM-151A)
- Porter
- Predator B - MQ-9B
- Predator C
- Prowler II
- Puma
- P10
- P10A
- P10B
- P40
- P7108
- P-175 Polecat
- Rapid Eye
- Raven
- Raven B
- RQ-4A Global Hawk
- RQ-4B Global Hawk
- RUGS
- Samara
- ScanEagle
- Scimitar
- Sea ALL
- SeaScan
- Sea Scout
- Sender
- SensorCraft
- Sentry HP
- Sentry STM-5B
- SIERRA
- SilentEyes
- SilverFox
- SkyEye RAE-Extended
- Shadow 200 TUAV
- Shadow 400
- Shadow 600
- SkyRaider
- SkySeer
- Sky Spirit
- Sky Spirit ER
- Sky Warrior
- SkyWatcher
- SLURS
- Spirit 100-800
- Spirit 20-200
- Spirit 400-3000
- SpyHawk
- Sr Telemaster
- Stalker
- Super Archangel
- Super Ferret
- Swallow
- Swift
- Swiper
- Switchblade
- S-CLASS
- SSS-CLASS
- Telemaster
- Tern
- Terra Puma
- Tiger Shark
- TS1000
- TS2000
- T-15
- T-16
- Unicorne 1
- Unicorne 2
- Unicorne 3
- Viking 100
- Viking 300
- Viking 400
- Vixen
- VLIIRDT
- Wasp
- Wasp II
- Wasp III
- Wraith
- XPV-2 Mako
- XTM
- X-36
- X-43A-LS
- X-45A
- X-45B
- X-45C
- X-46
- X-47A
- X-47B